# Dynastor
Dynastor is een geslacht van vlinders uit de onderfamilie Satyrinae van de familie Nymphalidae.

## Soorten
- Dynastor darius (Fabricius, 1775)
- Dynastor macrosiris (Westwood, 1851)
- Dynastor napoleon Doubleday, [1849]